# Сё Ику
Сё Ику (яп. 尚育 Сё: Ику, 19 августа 1813 — 25 октября 1847) — восемнадцатый ван государства Рюкю второй династии Сё (1835—1847).

## Биография
Сё Ику родился 19 августа 1813 году. Он был старшим сыном рюкюского правителя Сё Ко (1804—1828). Согласно Тю̄дзан Сэйфу, был назначен регентом в 1828 году вместо своего больного отца, который предположительно страдал от психического заболевания. Когда Сё Ко умер в 1834 году, Сё Ику был объявлен следующим ваном Рюкю.
Сё Ику был конфуцианским ученым и посвятил свою жизнь образованию. Но во время его правления финансовый кризис становился все более серьезным. Когда французский корабль прибыл в Наху в 1844 году, Рюкю был вынужден торговать с Францией. Это был первый контакт с западными странами. Теодор-Огюстен Форкад, французский священник, посланный Парижским обществом зарубежных миссий, приехал в Рюкю, чтобы распространить христианское Евангелие. Бернард Жан Беттельхайм, британский протестантский миссионер, также прибыл в Рюкю в 1846 году. Беттельхайм основал первую иностранную больницу на острове в храме Наминоуэ Гококу-дзи.

## Внешняя политика.
Сё Ику сохранил дипломатические связи с Цинской империи и сёгунатом Токугава (Японией). 1838 году в королевства  Рюкю прибыли китайские посланники Ли Хунь Нянь и Гао Цзянь. Посланники вручили ярлык императора Даогуна об признаний Сё Ику королем. Сё Ику 1832 году отправил посольство благодарности сёгуну Токугава Иэнари. 1842 году второй раз отправил своё посольство к сёгуну Токугава Иэёси. Посольство поздравила Иэёси в связи с назначением его новым сёгуном. 1844 году прибыло французское судно в Наху с преложением о дружбе и торговле. 1846 году французы прибыли второй раз за ответом предложенной в 1844 году. Рюкюсцы ответили им отказом. 
Умер в 25 октября 1847 году, а его второй сын Сё Тай был последним ван государства Рюкю.